# Тумминелло, Марко
Марко Тумминелло (итал. Marco Tumminello; 6 ноября 1998 года, Эриче, Италия) — итальянский футболист, нападающий клуба «Кротоне».

## Клубная карьера
Тренировался в составе молодёжной команды «Трапани». В 2011 году на него вышли скауты «Палермо», от которых спустя год игрок ушёл в «Рому».
Перед сезоном 2015/16 стал тренироваться с основной командой. 6 января 2016 года дебютировал в Серии А, выйдя на замену на 90-й минуте поединка с «Кьево» вместо Алессандро Флоренци. В начале июня 2016 года, в матче юношеских команд «Ромы» и «Интернационале» — полуфинале финального раунда Чемпионата Италии среди юношей до 19 лет, — выразил несогласие с решением арбитра и напал на него, из-за чего был удален с поля и дисквалифицирован на шесть матчей.
31 августа 2017 года перешёл в «Кротоне» на правах аренды до конца сезона 2017/18.
В январе 2019 года Тумминелло отправился в аренду в «Лечче».

## Карьера в сборной
С 2013 по 2018 год призывался в юношеские сборные Италии.